# Kilmonivaig
Kilmonivaig (Schots-Gaelisch: Cill Mo Naomhaig) is een dorp op de zuidoostelijke oever van Loch Lochy ongeveer 24 kilometer ten zuidoosten van Fort William in de Schotse lieutenancy in het raadsgebied Highland.